# Jürgen Heitmann der Jüngere

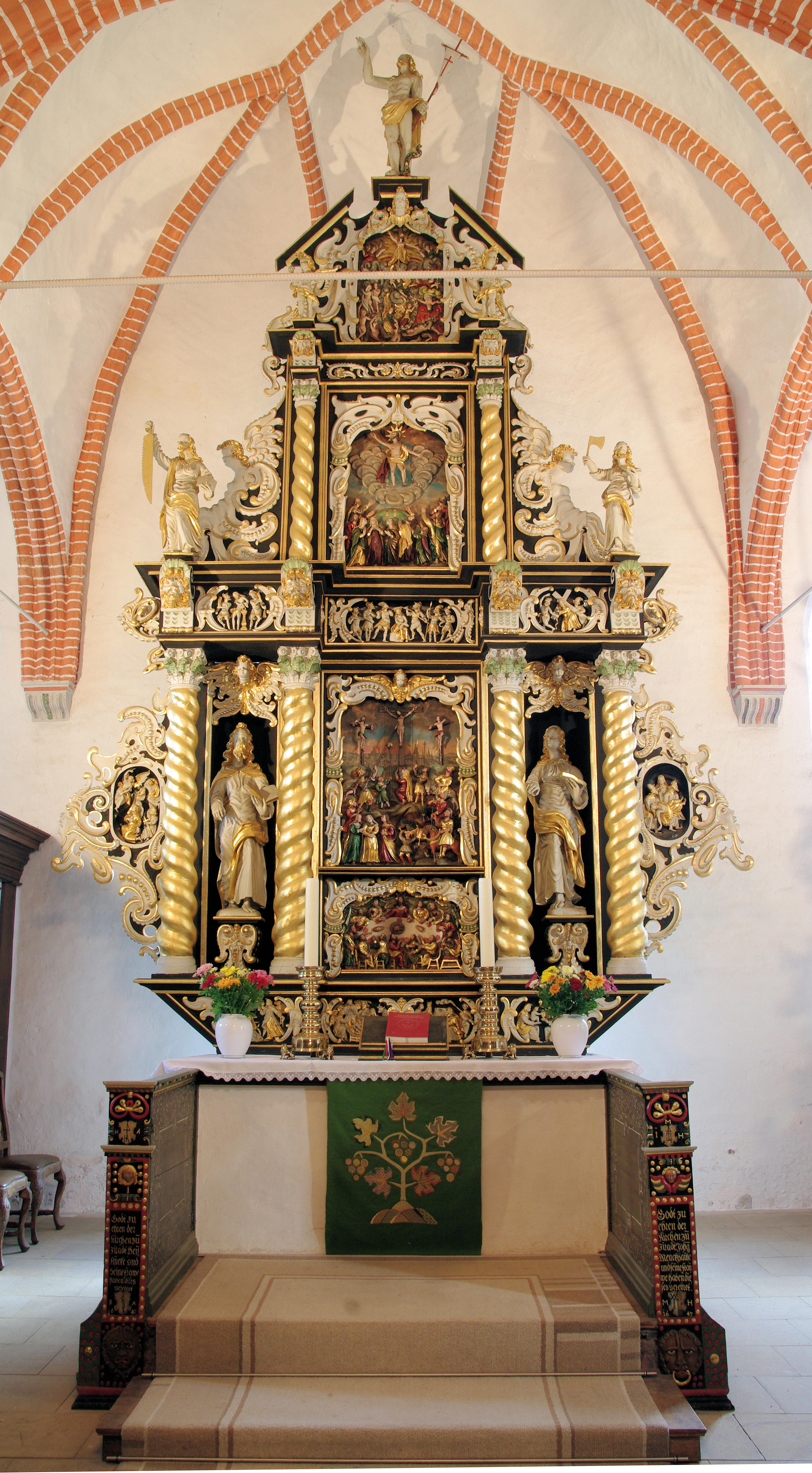
Altar in Lüdingworth, 1665

Jürgen Heitmann (auch Heidtmann) der Jüngere (* um 1605 in Wilster; † nach 1671) war ein norddeutscher Bildschnitzer der Barockzeit, der ab 1640 in Heide (Holstein) und ab etwa 1658 in Otterndorf (Hadeln) tätig war.

## Leben
Jürgen Heitmann war ein Sohn des in Wilster ebenfalls als „Snitger“ arbeitenden Jürgen Heitmann des Älteren. Sein Vater hatte 1605 als frisch verheirateter Ehemann und Hausbesitzer das Bürgerrecht von Wilster erworben. Jürgen Heitmann der Jüngere wurde vermutlich als ältester Sohn kurz nach der Hochzeit der Eltern geboren. Nach den Wanderjahren kehrte er nach Wilster zurück, heiratete dort 1632 und arbeitete wohl eine Zeitlang in der väterlichen Werkstatt mit. Während sein Bruder Peter, der gleichfalls beruflich dem Vater folgte, 1641 in Glückstadt bezeugt ist, wo er ab 1649 als königlicher Bildhauer tätig war, ließ Jürgen Heitmann der Jüngere sich um 1640 in Heide nieder. Außer einer zweiten Eheschließung in Heide im Jahr 1657 sind von dort jedoch kaum weitere Lebensdaten bekannt. Ab den 1650er Jahren war er im Land Hadeln südlich der Elbe ansässig. Auf dem Altar in Dorum gibt er Wilster als Geburtsort an, die Arbeiten in Misselwarden sind signiert und auf 1671 datiert; wie lange er danach noch arbeitete und lebte, ist nicht sicher.
Wie sein Vater schuf er Altäre, Kanzeln und Taufbecken für Kirchen in Dithmarschen und an der Unterelbe, auch einige Möbel werden ihm zugeschrieben. Die vom Stil seines Vaters abweichende Taufe in Heide (1640), die mit Jürgen Heitmann bezeichnet ist, muss der jüngeren Werkstatt zugewiesen werden und ist Ausgangspunkt für die Zuschreibung anderer Werke des Sohnes. Während der Vater noch die strengen und gebundenen Motive und Rollwerk-Ornamente der Spätrenaissance nutzte, schmückt der Jüngere seine weniger qualitätvoll modellierten figürlichen Szenen mit bewegtem Ornament im Knorpel- und Schweifwerkstil.

## Werkliste
Die Liste bietet eine Auswahl des von Ernst Schlee (s. Lit.) zusammengestellten Werkverzeichnisses mit 52 Nummern.
- 1641 Heide, St. Jürgen, Taufe
- 1640–1650 Windbergen, Hl.-Kreuz-Kirche,  Abendmahlrelief und andere Teile eines Altaraufsatzes (Zuschreibung)
- 1645 Elmlohe, Liebfrauenkirche, Altaraufbau; Kanzel (Zuschreibung an die Werkstatt)
- 1645–1647 Albersdorf (Holstein), St. Remigius, Altaraufbau
- 1652 Padingbüttel, St. Matthäus (Padingbüttel) Kanzel (Zuschreibung)
- 1660–1670 Oppeln, St. Nicolai, Kniebänke (Zuschreibung)
- 1661 Otterndorf, Severikirche, Prieche
- 1663 Oberndorf (Oste), Kanzelaltar (signiert und datiert), Taufengel und Kreuzigungsgruppe
- 1665 St.-Jacobi-Kirche (Lüdingworth) Altaraufbau (signiert und datiert)
- 1656 St. Nicolai (Nordleda), Epitaph (Zuschreibung)
- 1668 Ihlienworth, St. Wilhadi, Kanzel
- 1670 St.-Urbanus-Kirche (Dorum), Altaraufbau (signiert, datiert)
- 1671 Katharinenkirche (Misselwarden), Altaraufsatz, (signiert und datiert), Schalldeckel der Kanzel,
- 1672 Zionkirche Weddewarden, Kanzelfragmente